# Nushagak Bay
Die Nushagak Bay ist eine 48 km lange Bucht im Norden der Bristol Bay, dem östlichsten Arm und flachsten Teil des Beringmeers. Sie liegt im Südwesten von Alaska, östlich der Nushagak-Halbinsel. An der Mündung des Nushagak River in die Bucht liegt die Ortschaft Dillingham. 